# Regne d'Agwe
El regne d'Agwe fou un estat africà creat per l'ètnia ewe al territori de la moderna Agwe, vers el 1812. Abraçava territoris que després es van repartir entre França i Alemanya. França va establir el protectorat el 1895 i Alemanya a la seva part el 1896. El regne fou suprimit però finalment les dues potències van considerar el seu restabliment el 1901. El regne fou abolit definitivament el 1949.

## Sobirans de l'estat ewe d'Agwe
| Període      | monarca                                    | Notes                                      |
| ------------ | ------------------------------------------ | ------------------------------------------ |
| 1812         | Fundació de l'estat                        | Fundació de l'estat                        |
| 1812 to 1821 | Komlagan                                   |                                            |
| 1821 to 1833 | Katraya                                    |                                            |
| 1833 to 1834 | Agunu                                      |                                            |
| 1834 to 1844 | Toji                                       |                                            |
| 1844 to 1846 | Kponton I Avumbe                           |                                            |
| 1846 to 1858 | Hanto Tona                                 |                                            |
| 1858 to 1873 | Soji Komin Agidi                           |                                            |
| 1873 to 1889 | Atanle                                     |                                            |
| 1889 to 1894 | Ahrlonko Butiyi                            |                                            |
| 1894 to 1895 | Kwasihela Diogo                            |                                            |
| 1895         | Annexionat per França                      | Annexionat per França                      |
| 1901         | Regne restablert conjuntament amb Alemanya | Regne restablert conjuntament amb Alemanya |
| 1901 to 1930 | Abalo Bajavi                               |                                            |
| 1930 to 1935 | Kofi Titriwe                               |                                            |
| 1937 to 1945 | Augustino Olympio                          |                                            |
| 1946 to 1949 | Kponton II                                 |                                            |